# Кахора Баса
„Кахора Баса“ е язовир с водноелектрическа централа на река Замбези в провинция Тете, Мозамбик. Името Кабора Баса е използвано по-рано заради грешка.
Това е 4-то по големина изкуствено езеро в Африка. В Африка има само 3 по-големи язовира по площ и обем: „Акосомбо“ в Гана, „Кариба“ (в по-горното течение на река Замбези, между Замбия и Зимбабве) и „Насър“ в Египет.

## История

### Португалски период
Проектът за „Кахора Баса“ е започнат в края на 1960-те години от португалците в тяхната колония по това време Мозамбик. Заедно с Република Южна Африка сключват споразумение, според което Португалия ще построи и управлява ВЕЦ на „Кахора Баса“ заедно с високоволтова система за пренос на електроенергия до границата с Южна Африка. От своя страна РЮА се съгласява да построи нужната инфраструктура на своя територия и да купува енергия от Португалия.
Проектът е бил жертва на саботаж няколко пъти от местните, борещи се за независимост. Язовирът започва да се пълни през 1974 г.
До 2007 г. стената е управлявана от Hidroeléctrica de Cahora Bassa - съвместна компания на Мозамбик (18%) и Португалия (82%). На 27 ноември 2007 г. Мозамбик придобива контрол върху язовира. През 2007 г. Португалия продава на Мозамбик по-голямата част от своите 82% за 750 милиона евро, но запазва 15%. Страната планира да продаде още 10% в по-късен етап на инвеститор, посочен от правителството на Мозамбик.

### Независим Мозамбик
Мозамбик става независим през 1975 г. От завършването на проекта р. Замбези има много по-регулирано течение, но все още причинява масивни наводнения с множество жертви. Пример за това е наводнението от 1978 г., което оставя 100 000 души без дом и причинява щети за 30 млн. долара, а 45 души губят живота си. То слага край на разпространеното твърдение, че язовирът най-сетне ще спре наводненията.
По време на гражданската война (1977-1992) многократно са нанасяни щети върху транспортната система. След края на войната компанията отстранява щетите.

## Икономически дейности
По-голямата част от електричеството, генерирано от „Кахора Баса“, се продава на Република Южна Африка. През 2006 г. „Кахора Баса“ има около 1920 MW мощност, но инфраструктурата е с много по-голям капацитет и компанията-собственик има планове почти да удвои производството до 2008 г. През 1994 г. общият капацитет в Мозамбик е бил 2400 MW, от които 91% от ВЕЦ.
В язовира е развито отглеждането на риба (особено капента). Капента идва от езерото Кариба, където на свой ред е внесена от езерото Танганика. Годишният улов в „Кахора Баса“ е 10 000 т. през 2003 г.